# Stand by Me
«Stand by Me» (с англ. — «Останься со мной») — одна из наиболее известных ритм-энд-блюзовых песен XX века, впервые записанная её автором Беном Кингом в 1960 году. Известно свыше 400 кавер-версий этой лирической баллады. По сведениям BMI, это одна из самых часто исполняемых американских песен XX века.
Бен Кинг сочинил начало песни под впечатлением от одноимённого госпела 1905 года. После того, как он исполнил свою заготовку Джерри Либеру и Майку Столлеру, они дописали песню втроём. По оценке Столлера, авторство песни на 50 % принадлежит Кингу.
В 1961 году сингл Кинга возглавил ритм-энд-блюзовый чарт журнала Billboard и попал в лучшую десятку Billboard Hot 100. Через два года Кинг включил песню в свой альбом Don’t Play That Song.
Второе рождение песня испытала в 1986 году после выхода на экраны фильма «Останься со мной» (Stand by Me). На волне успеха киноленты она вернулась в лучшую десятку «Биллборда» и заняла в 1987 году 1-е место в британском чарте продаж (чему в немалой степени поспособствовало её использование в телерекламе джинсов «Левис»).
Этот гимн дружбе перепевали многие известные исполнители, среди которых — Джими Хендрикс, Элтон Джон, Адриано Челентано (он исполнял итальянскую версию песни, которая называлась «Pregherò»), Led Zeppelin, а также непрофессионалы — боксёр Мохаммед Али и писатель Стивен Кинг.
Версия Джона Леннона с альбома Rock n’Roll (1975) была выпущена синглом и стала его последним хитом перед 5-летним творческим отпуском. В 2007 г. американские чарты возглавил дебютный сингл Шона Кингстона Beautiful Girls, где обширно сэмплируется Stand by Me.
Версия британской группы Florence and the Machine была записана в качестве саундтрека к Final Fantasy XV в 2016 и заняла 15 место в the Billboard Hot Rock Singles в декабре того же года.